# Parlamento de Hamburgo
El Parlamento de Hamburgo (en alemán: Hamburgische Bürgerschaft) es el parlamento estatal (Landesparlament) del estado alemán de Hamburgo, una de tres ciudades-estado de Alemania, de acuerdo con la constitución de Hamburgo. Desde 2025 se compone 121 miembros. El parlamento está situado en el ayuntamiento de Hamburgo.
El parlamento es, entre otras cosas, responsable de la aprobación de leyes, la elección del Erster Bürgermeister (jefe del ejecutivo a nivel estatal y alcalde a nivel municipal) y el control de Senado (gabinete).
Los 121 miembros son elegidos en elecciones universales, directas, libres, iguales y secretas cada cinco años. Su actual presidenta es la socialdemócrata Carola Veit.

## Composición actual

### Resultado electoral
| Elecciones estatales de Hamburgo de 2025 |                           |                    |           |        |           |           |
| Candidaturas                             | Candidaturas              | Candidato          | Votos     | Votos  | Diputados | Diputados |
|                                          | Partido Socialdemócrata   | Peter Tschentscher | 1 447 097 | 33,5 % | 45        | 9         |
|                                          | Unión Demócrata Cristiana | Dennis Thering     | 853 859   | 19,8 % | 26        | 11        |
|                                          | Alianza 90/Los Verdes     | Katharina Fegebank | 798 921   | 18,5 % | 25        | 8         |
|                                          | La Izquierda              | Cansu Özdemir      | 483 154   | 11,2 % | 15        | 2         |
|                                          | Alternativa para Alemania | Dirk Nockemann     | 323 925   | 7,5 %  | 10        | 3         |
| Fuente: Bürgerschaft de Hamburgo         |                           |                    |           |        |           |           |

### Órganos del Parlamento en la XXII legislatura

#### La Mesa
| Cargo                            | Titular                               | Lista  |
| -------------------------------- | ------------------------------------- | ------ |
| Presidenta                       | Carola Veit                           | SPD    |
| Vicepresidente primero           | André Trepoll                         | CDU    |
| Vicepresidenta segunda           | Mareike Engels                        | B'90/G |
| Vicepresidente tercero           | Deniz Çelik                           | Linke  |
| Vicepresidenta cuarta            | Sarah Timmann                         | SPD    |
| Vicepresidenta quinta            | Anna-Elisabeth von Treuenfels-Frowein | CDU    |
| Fuente: Bürgerschaft de Hamburgo |                                       |        |

#### Grupos parlamentarios
| Grupo parlamentario              | Grupo parlamentario                     | Integrantes               | Líder              | Portavoz           | Escaños |
| -------------------------------- | --------------------------------------- | ------------------------- | ------------------ | ------------------ | ------- |
|                                  | Sozialdemokratische Partei Hamburg      | Partido Socialdemócrata   | Peter Tschentscher | Juliane Timmermann | 45      |
|                                  | Christlich Demokratischen Union Hamburg | Unión Demócrata Cristiana | Dennis Thering     | Anke Frieling      | 26      |
|                                  | Bündnis 90/Die Grünen Hamburg           | Alianza 90/Los Verdes     | Katharina Fegebank | Maryam Blumenthal  | 25      |
|                                  | Die Linke Hamburg                       | La Izquierda              | Cansu Özdemir      | Heike Sudmann      | 15      |
|                                  | Alternative für Deutschland             | Alternativa para Alemania | Dirk Nockemann     | Krzysztof Walczak  | 10      |
| Fuente: Bürgerschaft de Hamburgo |                                         |                           |                    |                    |         |

### Histórico de resultados y distribución de escaños
|  | 79,0 % |

| 4   | 83  | 7   | 16  |
| KPD | SPD | FDP | CDU |

|  | 70,5 % |

| 5   | 65  | 1   | 30      | 9  |
| KPD | SPD | RSF | CDU-FDP | DP |

|  | 70,0 % |

| 58  | 62         |
| SPD | CDU-DP-FDP |

|  | 77,3 % |

| 69  | 10  | 41  |
| SPD | FDP | CDU |

|  | 72,3 % |

| 72  | 12  | 36  |
| SPD | FDP | CDU |

|  | 78,2 % |

| 74  | 8   | 38  |
| SPD | FDP | CDU |

|  | 80,1 % |

| 70  | 9   | 41  |
| SPD | FDP | CDU |

|  | 85,2 % |

| 56  | 13  | 51  |
| SPD | FDP | CDU |

|  | 71,5 % |

| 69  | 51  |
| SPD | CDU |

|  | 76,6 % |

| 9   | 55  | 56  |
| GAL | SPD | CDU |

|  | 84,0 % |

| 8   | 64  | 48  |
| GAL | SPD | CDU |

|  | 85,1 % |

| 13  | 53  | 54  |
| GAL | SPD | CDU |

|  | 80,2 % |

| 8   | 55  | 8   | 49  |
| GAL | SPD | FDP | CDU |

|  | 66,1 % |

| 9   | 61  | 7   | 44  |
| GAL | SPD | FDP | CDU |

|  | 69,9 % |

| 19  | 58  | 8     | 36  |
| GAL | SPD | Statt | CDU |

|  | 68,7 % |

| 21  | 54  | 46  |
| GAL | SPD | CDU |

|  | 71,0 % |

| 11  | 46  | 6   | 33  | 25     |
| GAL | SPD | FDP | CDU | Schill |

|  | 68,7 % |

| 17  | 41  | 63  |
| GAL | SPD | CDU |

|  | 63,5 % |

| 8     | 12  | 45  | 56  |
| Linke | GAL | SPD | CDU |

|  | 57,3 % |

| 8     | 14  | 62  | 9   | 28  |
| Linke | GAL | SPD | FDP | CDU |

|  | 56,5 % |

| 11    | 15    | 58  | 9   | 20  | 8   |
| Linke | Grüne | SPD | FDP | CDU | AfD |

|  | 63,0 % |

| 13    | 33    | 54  | 1   | 15  | 7   |
| Linke | Grüne | SPD | FDP | CDU | AfD |

|  | 67,7 % |

| 15    | 25    | 45  | 26  | 10  |
| Linke | Grüne | SPD | CDU | AfD |